# 知立駅
知立駅（ちりゅうえき）は、愛知県知立市栄にある名古屋鉄道（名鉄）名古屋本線・三河線の駅である。駅番号はNH19。2025年3月現在、当駅では後述の通り連続立体交差事業が施工中で、豊橋方面（高架ホームに移転済み）以外は仮ホームとなっている。

## 概要
知立市のやや西に位置し、市の代表駅・玄関口となっている。名古屋本線と三河線の接続駅となっているために利用者が多く、かつては特急列車の一部通過もあったが、現在は全旅客営業列車が停車する（回送列車や試運転列車などの非営業列車や、団体列車は通過する）。
三河線は知立駅にてスイッチバックして乗り入れる配線になっている。現在では三河線全線を直通する列車はなく、この駅を境に豊田市・猿投方面の北側区間（山線）と刈谷・碧南方面の南側区間（海線）で運転系統が分かれているが、実際は知立駅に到着した列車がそのまま反対側の区間への始発列車になる設定もあり、この場合は下車をせずに乗り継ぐことができる。
2028年（令和10年）度を完成予定とした駅周辺の連続立体交差事業に伴い、2015年（平成27年）2月28日から2・3番線ホームの南側に設置した仮ホームと仮線の供用を開始すると同時に南改札口を新設した。

## 歴史

知立駅の変遷

名古屋本線・三河線の両線は、元は愛知電気鉄道と三河鉄道という別会社が建設した路線である。両線が立体交差する地点にそれぞれ駅（初代知立駅と新知立駅）を設けて連絡し、名鉄合併後に駅名を統一した（2代目知立駅）。しかし、1959年（昭和34年）に名古屋本線に三河線が乗り入れられるよう駅を移設して現在の形（3代目知立駅）となり、2代目知立駅は路線ごとの三河知立駅と東知立駅に分割された。知立付近の線路がこのように複雑な経緯を経たのは、愛知電鉄が岡崎方面に向かって新線を建設する際、三河鉄道の知立駅（1915年開業）に乗り入れる協議がまとまらなかったことに始まる。そこで愛知電鉄では知立駅を迂回するように一部路線を変更し、盛り土高架の立体交差として近くに新知立駅を設けることにした。

### 年表
- 1923年（大正12年）
  - 4月1日 - 現在の知立駅付近に新知立駅（仮駅）が開業。
  - 6月1日 - 岡崎線が西岡崎駅（現在の岡崎公園前駅）まで延伸され、新知立駅が三河鉄道との交点の高架上に移転。仮駅廃止。
- 1959年（昭和34年）4月1日 - 現在の知立駅（3代）が開業。旧駅は名古屋本線側を東知立駅、三河線側を三河知立駅に改称して分離。三河線の三河知立駅・重原駅から知立駅までの新線開業。
- 1969年（昭和44年）7月6日 - 知立駅通過の「快速特急」が上下毎時1本設定される。
- 1970年（昭和45年）12月25日 - 快速特急が廃止され、知立駅停車の特急に戻る。
- 1975年（昭和50年） 三河線重原駅 - 三河知立駅間の旧線が廃止され、同区間を走行していた貨物列車が当駅折返し運用に変更される[4]。
- 1987年（昭和62年）5月 - 自動改札機設置[5]。
- 1992年（平成4年）11月24日 - 昼間時間帯、毎時上下1本の特急を再び知立駅通過とする。なお、これ以前から平日朝の下り特急2本は通過していた（かつては座席特急の多くが通過していた名残り）。
- 1999年（平成11年）5月10日 - 知立駅の特急通過を中止。全列車が停車するようになる。
- 2003年（平成15年）10月1日 - トランパス導入。
- 2011年（平成23年）2月11日 - ICカード乗車券「manaca」供用開始。
- 2012年（平成24年）2月29日 - 「トランパス」供用終了。
- 2015年（平成27年）2月28日 - 2・3番線ホームの南側に設置した仮ホームと仮線の供用を開始、同時に南改札口を新設[3]。
- 2016年（平成28年）4月23日 - 名古屋本線下り（名古屋方面）が仮線に切り替え、4・5番線ホームが仮ホームへ切り替え[6][7]。
- 2018年（平成30年）2月10日 - 名古屋本線上り（豊橋方面）が仮線に切り替え、6番線ホームが仮ホームへ切り替え[8][9]。
- 2019年（令和元年）12月14日 - 北側駅舎を仮駅舎に切り替え[10]。
- 2023年（令和5年）3月21日 - 名古屋本線の上り（豊橋方面）を高架に切り替え[11]。この時点では将来的に待避線となる8番線のみが造られ、当駅での列車待避は引き続きできない。
- 2025年（令和7年）度 - 名古屋本線の下りを高架に切り替える予定[2]。
- 2027年（令和9年）度 - 三河線を高架に切り替える予定[2]。これにより、全線の切り替えが完了する予定[2]。
- 2028年（令和10年）度 - 連続立体交差事業完了予定[2]。

## 高架化事業

### 経緯
知立駅周辺は鉄道により市街地が分断されており、鉄道と道路が平面交差していることで慢性的な交通渋滞が発生するなど、長年に渡り生活に及ぼす影響が看過できない事態になっている。そのため、知立市は高齢者や身体障害者などに配慮して、入場券購入費用の補助制度を設けている。
また、名古屋本線も神宮前駅から比較的距離があるにもかかわらず、待避線が無いため緩急接続ができなかったり（実際、当駅を含む新安城駅 - 豊明駅間は待避不可）、三河線との乗り換えにも階段を利用しなければならず、バリアフリーの観点から長年改築が望まれていた。
このため、愛知県を事業主体に、知立駅を中心とした名鉄名古屋本線と三河線の高架化事業である「知立駅付近連続立体交差事業」が2000年（平成12年）度からすすめられることとなった。
知立市は現在、同事業と「知立駅周辺土地区画整理事業」「移設駅周辺整備事業」「知立駅北地区市街地再開発事業」の4つの事業を合わせた「知立駅周辺整備事業」に現在取り組んでいる。

### 概要
建設される高架駅は3階構造の4面8線の駅で、1階に改札や駅業務施設及びコンコースなど、2階に2面4線の名古屋本線ホーム、3階が2面4線の三河線ホームとなる。この三河線ホームは「コ」の字形の頭端式ホームで、通過可能な外側の2線が長いアプローチを経て名古屋本線（名古屋方面）と接続し、「コ」の字の内側に入る2線は知立駅での折り返しとなる。これまでの計画では、総事業費は499億円で2008（平成20）年度まで仮線工事、2009（平成21）年度に仮線切替、2011（平成23）年度に高架本体工事、2013（平成25）年度に高架切替、2014（平成26）年度の完成予定であった。2013年（平成25年）3月から仮駅工事を開始、その後順次南にずらし、2018年（平成30年）2月に仮ホーム移転が完了した。その後、上り線→下り線（本線のみ）→三河線と下り副本線の順番に高架化する。高架移転に伴い、知立駅では長年欠番になっていた1番線を設定し、現在の名鉄には存在しない7番線（名鉄岐阜駅にあった名鉄美濃町線ホーム）が復活するほか、名鉄では初となる8番線が設定される。

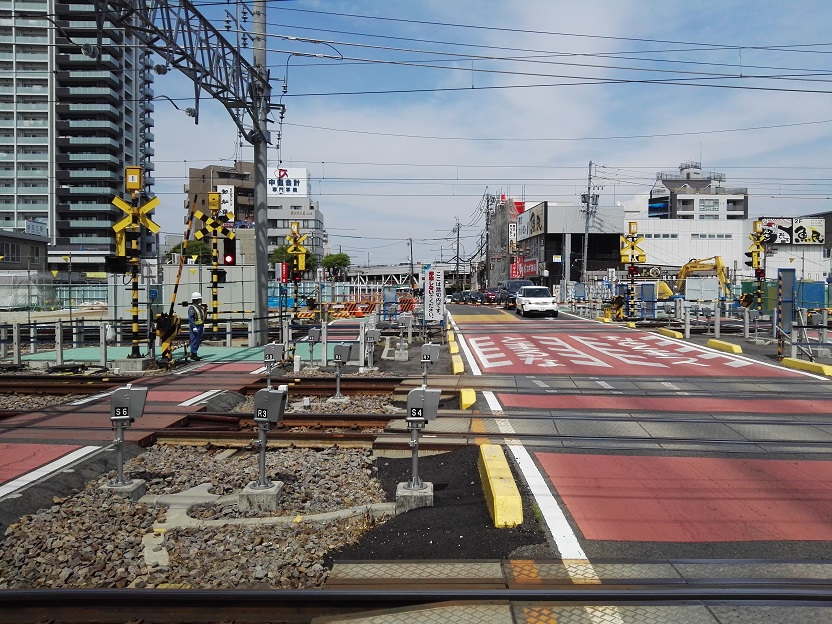
知立駅東側の“開かずの踏切”（牛田6号：名古屋本線（奥）／知立1号：三河線（手前））。2路線の踏切が連続している上に、三河線は碧南・猿投両方面の列車がすべて通過するため、遮断時間が長く交通渋滞の原因となっていた。
高架化後の予定配線。名古屋本線と三河線が別階層で2面4線ホームを構成する3層構造となる。
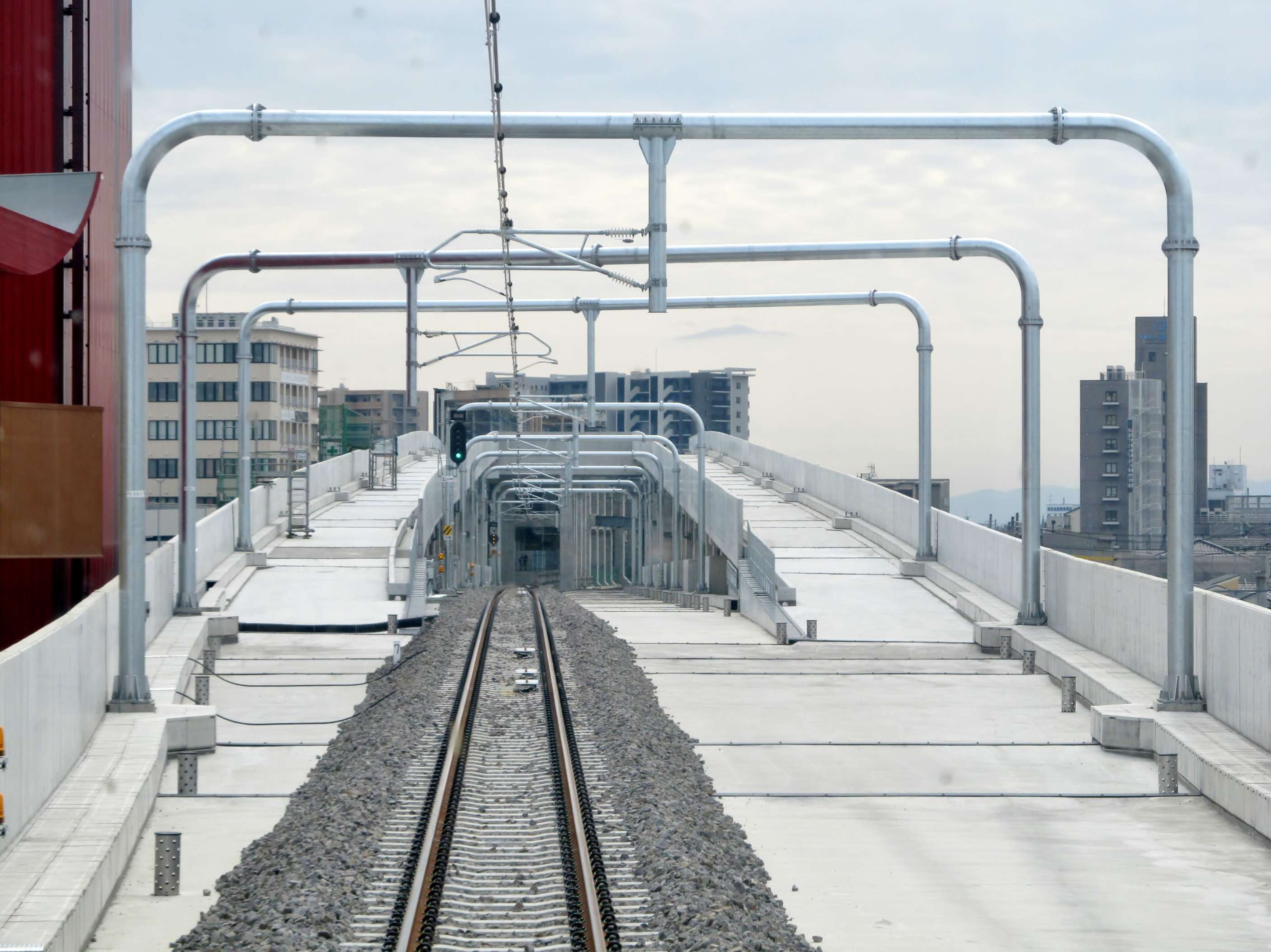
駅西側に設けられるアプローチ線。名古屋本線の2階ホームに至る内側2線から分岐する外側2線が三河線3階ホームと繋がる。

### 事業費問題
「知立駅付近連続立体交差事業」の総事業費は約610億円。国と名鉄の負担分を除き、愛知県と知立市で1：1となっているが、財政規模が大きくない市にとっては重い負担となっている。これまでに知立市は、愛知県に対し事業費負担割合の1：1から2：1への見直しを、近隣5市へは事業への協力を要請した。しかし受け入れられなかったため、事業費問題の解決には至らなかった。これに対し事業費を圧縮削減する方策も次々と出され、三河線を高架から除外し2階構造とする案、事業で同時に高架化予定の三河知立駅を廃止または高架区間外へ移転する提案などがあった。これについては沿線住民の一部から駅の移転誘致を希望する声が挙がった。
また事業計画では、三河線北側（山線）の一部高架区間を単線構造としているため、名鉄が計画している将来の複線化に合わせて複線構造への見直しを求める声も出た。これらは三河知立駅を高架化区間外の知立市山町茶碓山へ移転して2面2線と留置線を持つ地平駅として、当駅から新駅までの間を複線化することで決着した。なお知立市は、愛知県に対し事業費負担割合の1：1から2：1への見直しを引き続き求めている。
2009年（平成21年）8月13日、事業主体の愛知県による総事業費の再算定の結果、当初の499億円から615億円に23%増の大幅な増額となることが中日新聞の記事によって明らかとなった。増額の内容は原材料費が約40億円と最も大きく、エレベーター設置等の設計変更や用地補償費増大分を含め全体で116億円もの増加となった。
2010年（平成22年）春に予定される名鉄との工事協定の締結を前にした再算定の結果で、事業費の負担割合は国が約260億円、愛知県と知立市がそれぞれ約130億円、名鉄が約95億円となった。これに合わせ事業期間も当初予定の2014（平成26）年度完成から2023年度完成に大幅に延長された。さらに事業の見直しにより、2028年度に延びた。
2012年（平成24年）1月23日、林郁夫市長、副市長、知立市議会の正副議長、特別委員会の正副委員長は市長名による書面を持って大村秀章知事と面会し、負担金の減額の要望を行った。1月25日、愛知県は原則1：1の割合は変更しないものの「知立市民のみならず広域利用者の利便性向上になる」として一部の事業については負担軽減を検討していると報道された。2月、県は、130億円のうち23億円を国と県が負担することで知立市の負担を軽減すると回答した。

## 駅構造

### 仮駅時代（2015年2月 -）
3面5線の地上駅。2015年（平成27年）2月に南改札口が開設されたほか、従来からある北改札口も2019年（令和元年）12月より仮駅舎に移転した。3つあるホームのうち、2番と3番、4番と5番が島式ホーム、8番が単式ホームである。それぞれのホームはエレベーター付きの跨線橋と連絡通路でつながっている。このほか2・3番線の名古屋方には引き上げ線がある。1・6・7番線は存在しない。
2 - 4番線が三河線、5・8番線が名古屋本線用ホームである。日中の三河線はほとんどの場合猿投行きが2番線、碧南行きが4番線から発車する。有効長は、引き上げ線及び2・3番線が4両、他が8両。地上ホームは仮ホームであり、上り（北側）より順次高架化される。2023年3月現在、名古屋本線上りホーム（8番線）のみが高架化されている。
名古屋本線は全ての旅客営業列車が停車するにもかかわらず待避線が存在しないため、列車待避は新安城駅または豊明駅（急行の場合は前後駅）で行っている。三河線に関しては当駅から海線が複線（ただし途中の一部区間は高架化工事のため暫定的に単線）、山線が単線になっている。
北改札口のきっぷ売り場では定期乗車券、ミューチケット、普通乗車券などを販売している。南改札口は無人となっている。南改札口にある自動券売機でもミューチケットや継続manaca定期乗車券を購入できる。このほか4・5番線ホームには、ミューチケット券売機があった。
北改札口近くには知立市の名物「あんまき」の販売店（藤田屋知立駅店）があり、仮駅移行後も営業を続けていたが、2019年（令和元年）7月28日に閉店した。かつて駅ホーム上にあった遍照院の遙拝所は北改札口仮駅舎の外に移設されている。
| 階層 | 番線 | 路線              | 方向 | 行先                   | 備考                                                        |
| ---- | ---- | ----------------- | ---- | ---------------------- | ----------------------------------------------------------- |
| 1階  | 2    | MY 三河線（山線） | 下り | 豊田市・猿投方面       | 主に2番線を使用                                             |
| 1階  | 3    | MY 三河線（山線） | 下り | 豊田市・猿投方面       | 早朝と土休日夜のみ。                                        |
| 1階  | 3    | MU 三河線（海線） | 上り | 刈谷・碧南方面         | 定期列車では3番線からの碧南行きは存在しない。               |
| 1階  | 4    | MU 三河線（海線） | 上り | 刈谷・碧南方面         | 原則として4番線を使用。名古屋本線下りと対面乗り換えが可能。 |
| 1階  | 5    | NH 名古屋本線     | 下り | 金山・名鉄名古屋方面   |                                                             |
| 2階  | 8    | NH 名古屋本線     | 上り | 東岡崎・豊橋・西尾方面 |                                                             |

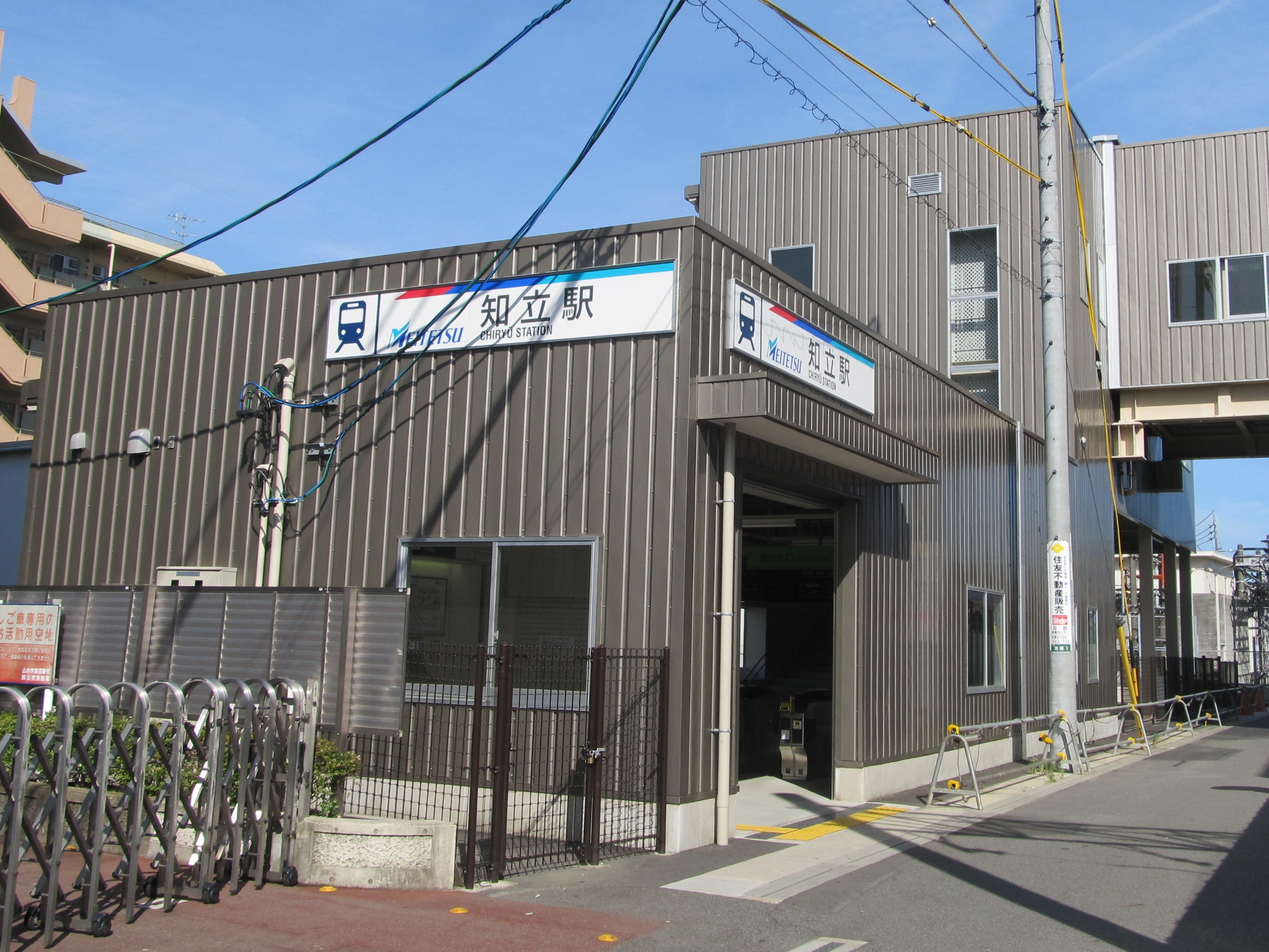
仮設された南改札口
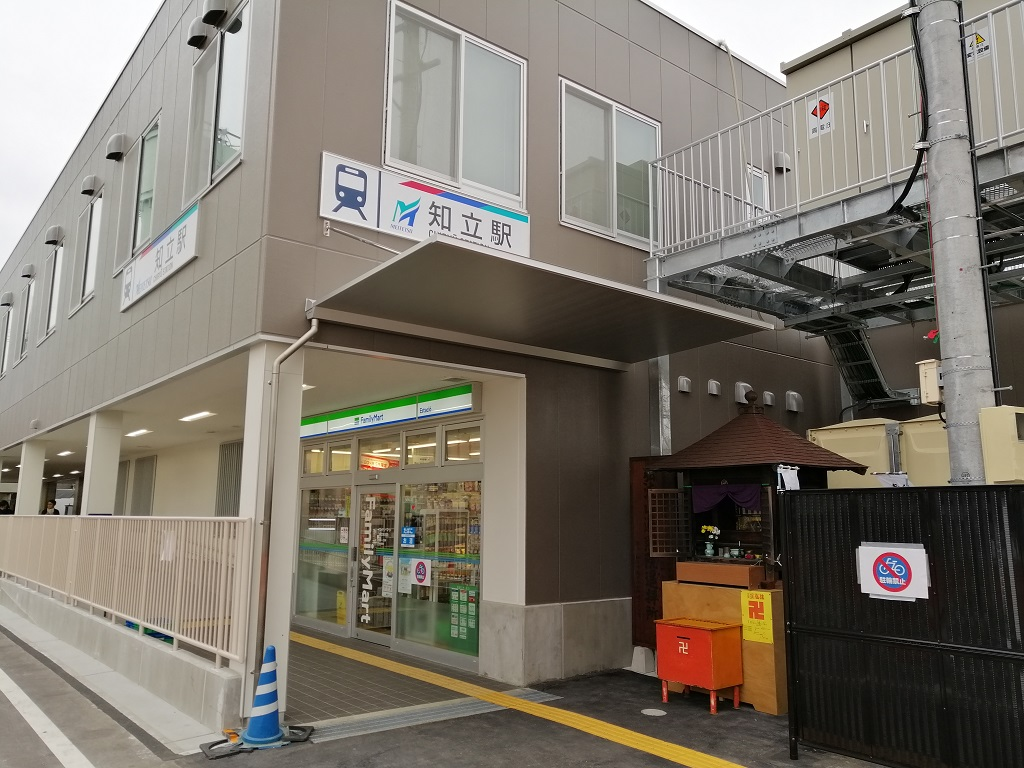
北改札口と移転した遙拝所
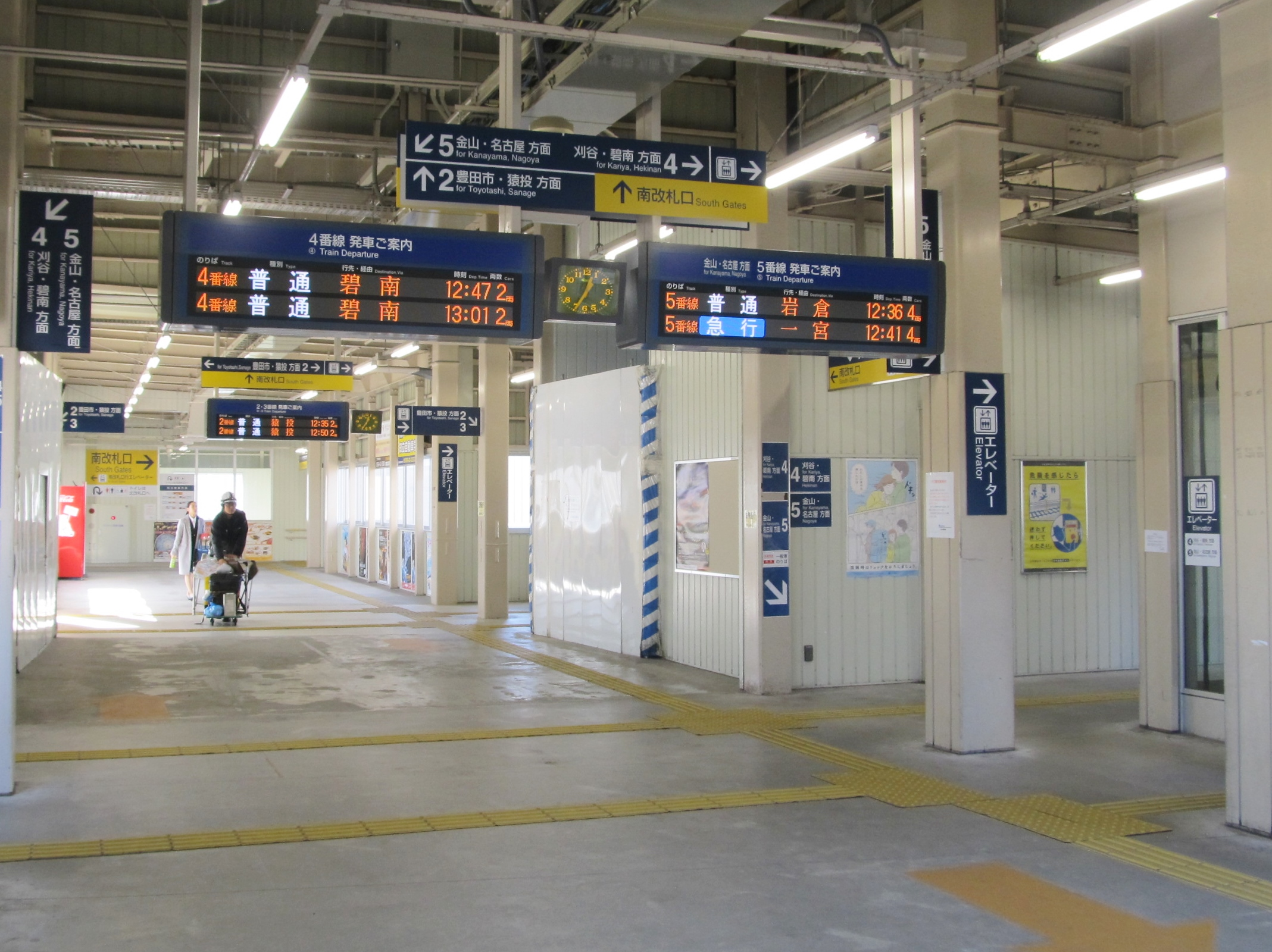
仮設跨線橋通路
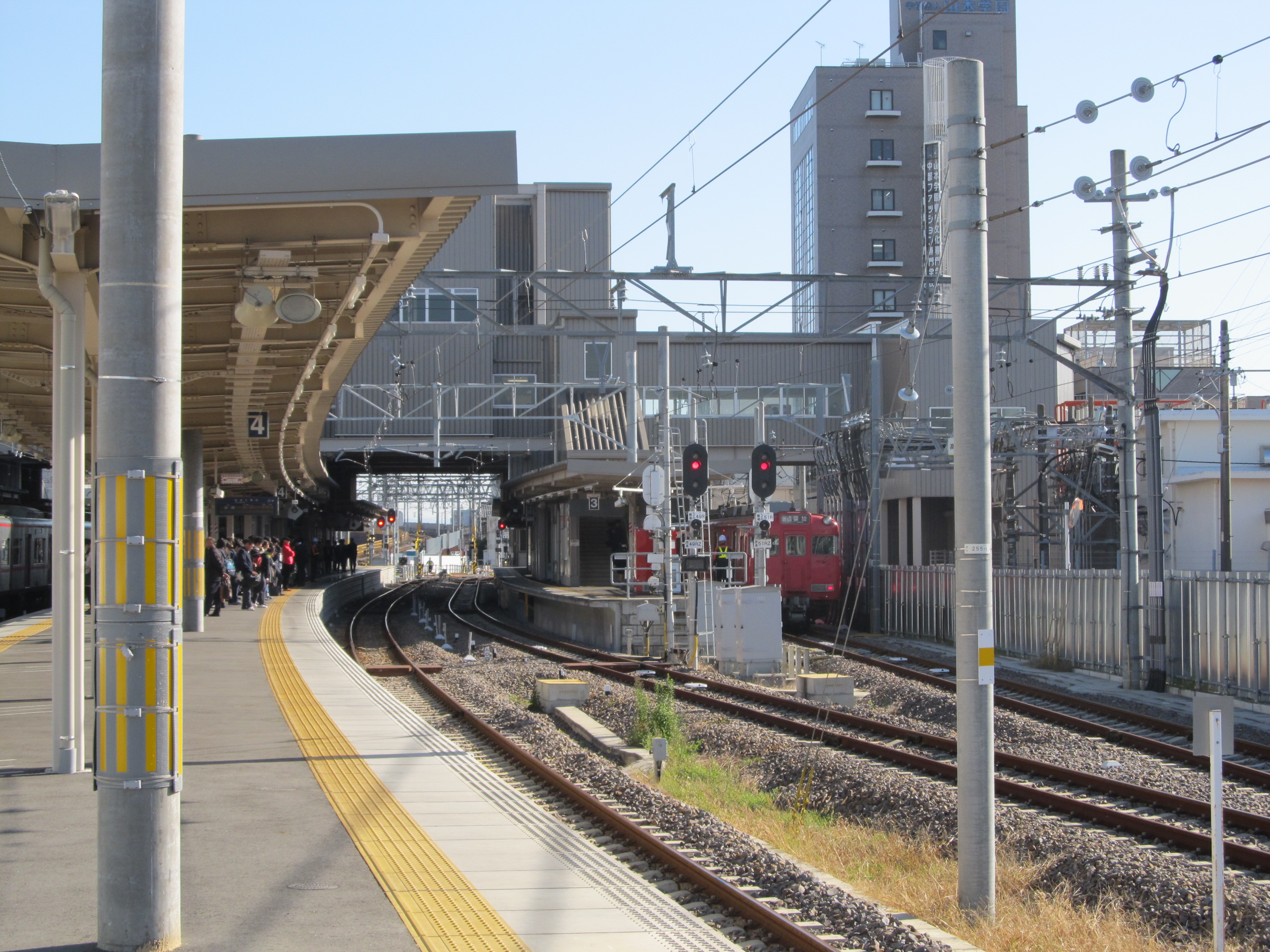
2・3・4番線
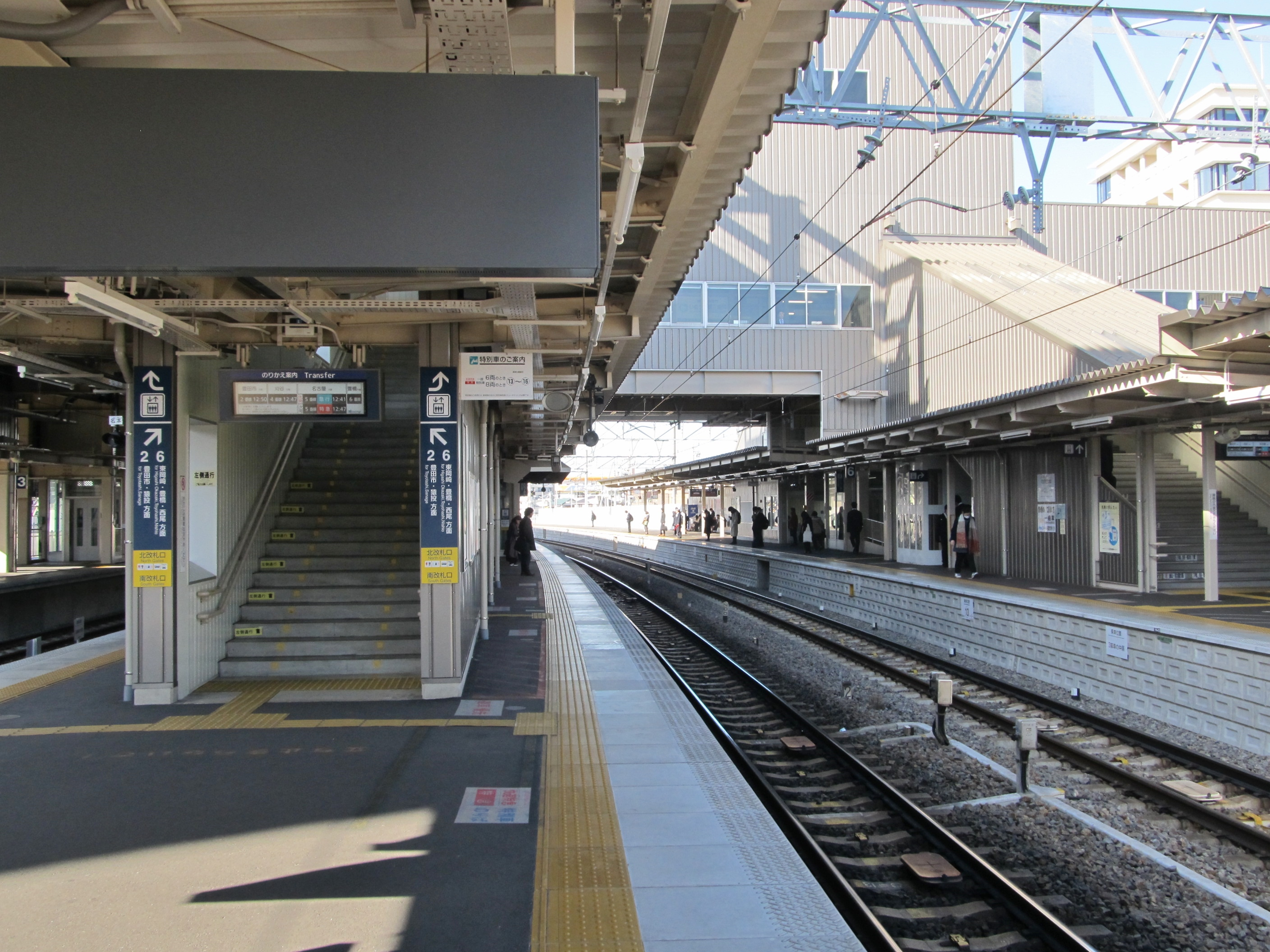
5・6番線
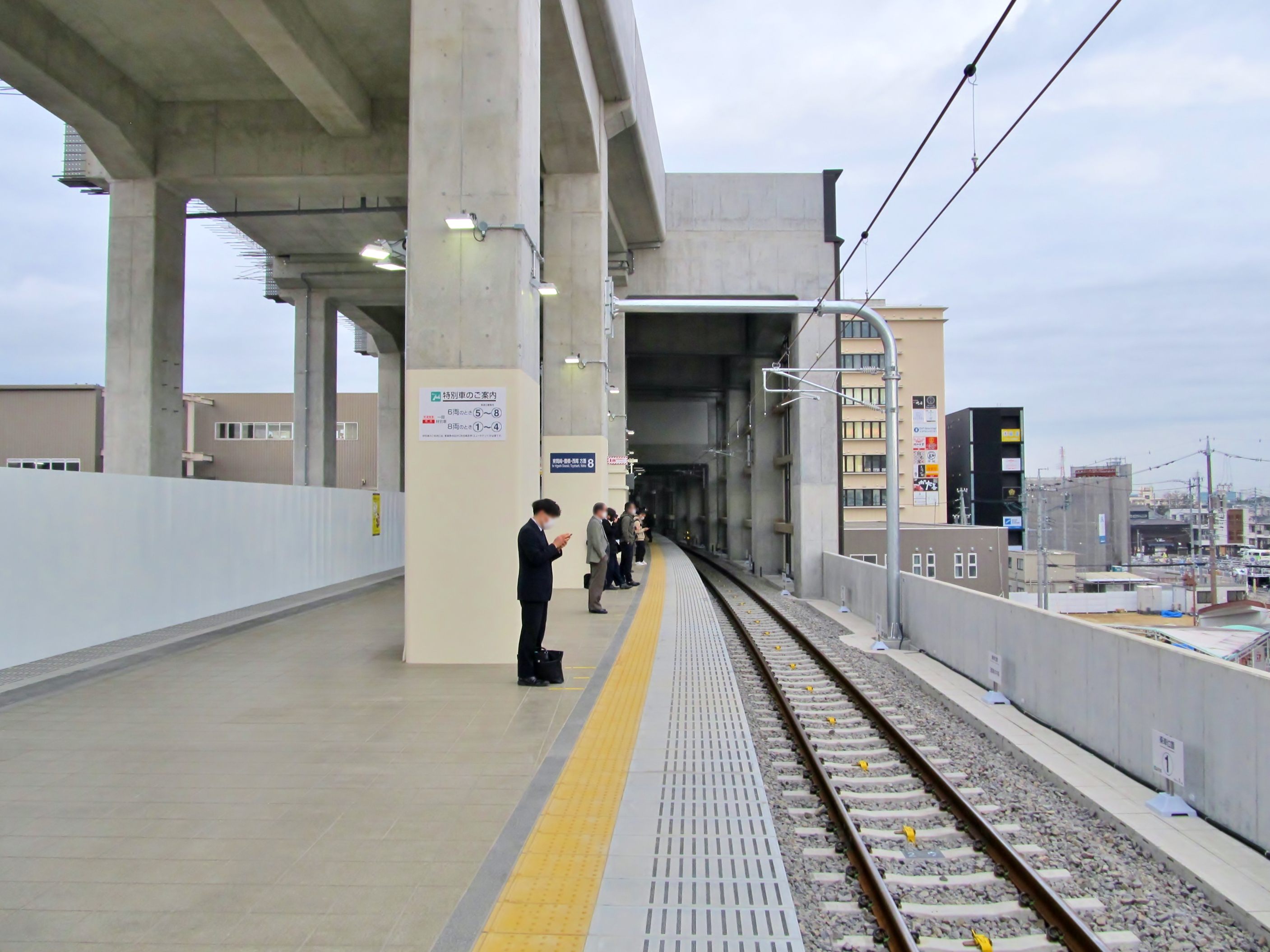
8番線
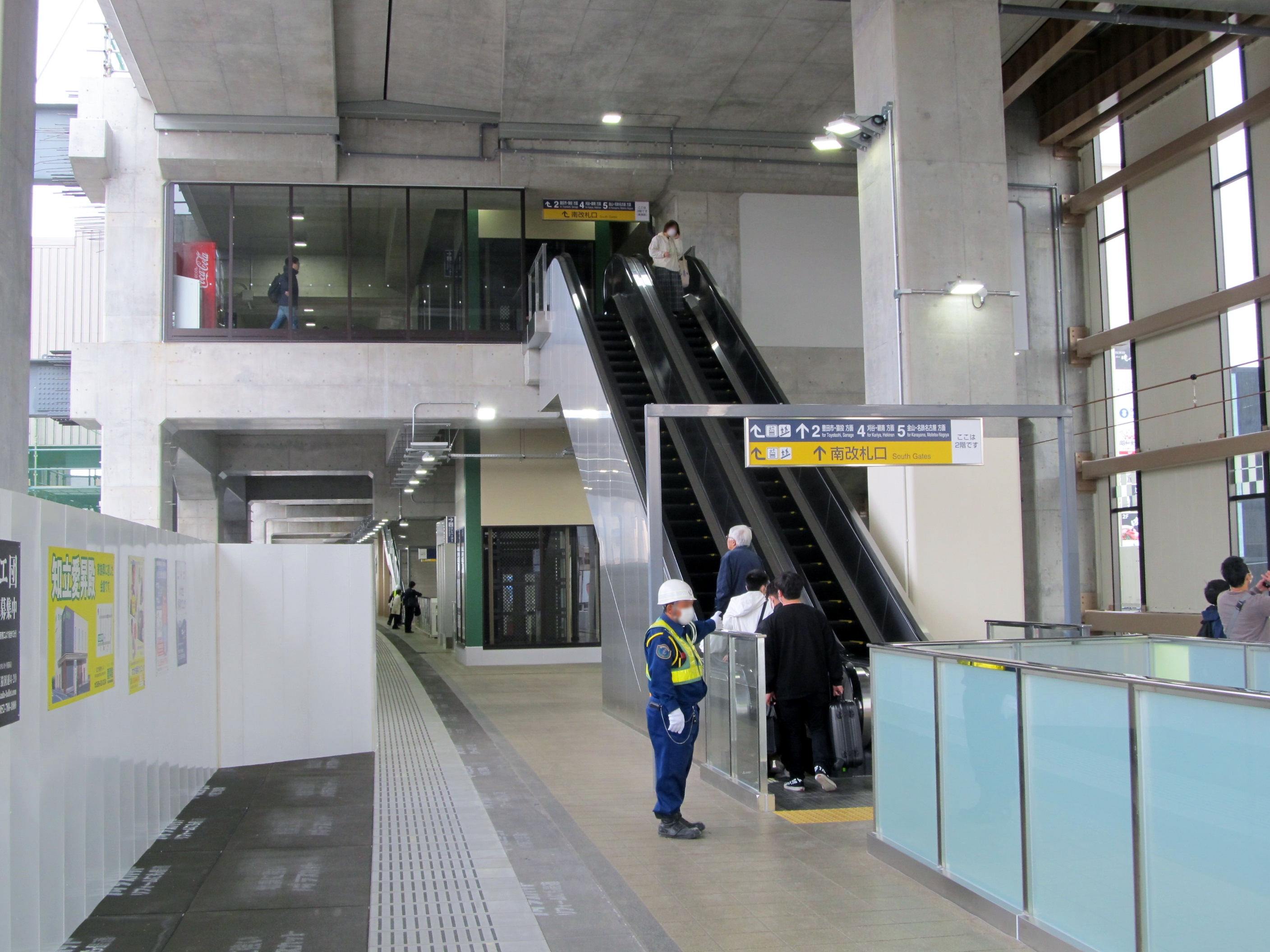
3層構造の中間にある乗換階
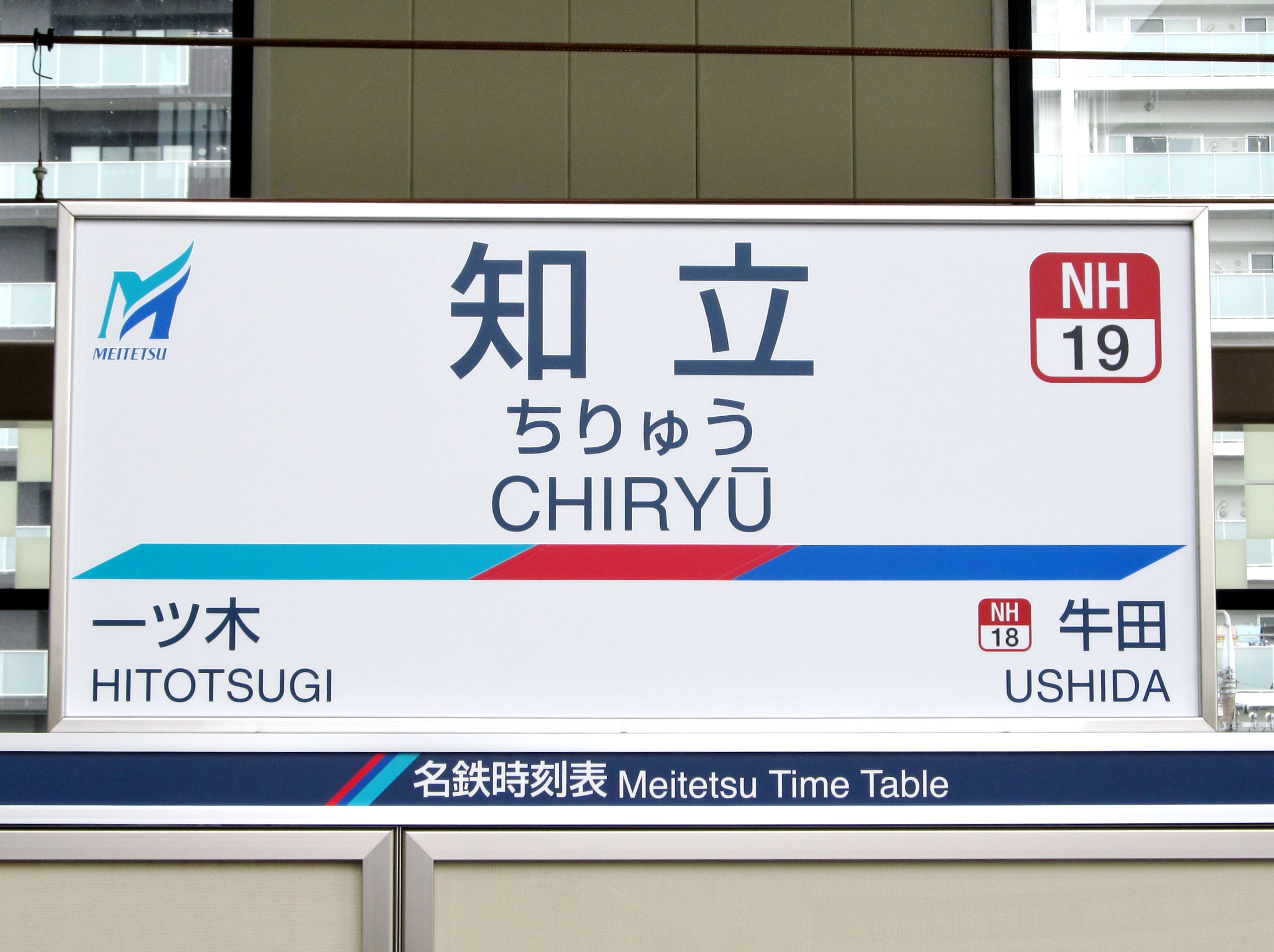
駅名標

### 地上駅時代（ - 2015年2月）
3面6線の地上駅。旅客ホームの構成は仮駅と同様だが、それに加えて西側に留置線があり、これが1番線となっていた。
バリアフリー化前は跨線橋はなく、2・3番線ホーム及び4・5番線ホームへは豊橋寄りの地下通路で繋がっていた。地下通路は仮ホーム移行に従って順次閉鎖された。2010年（平成22年）以降、6番線ホームと改札口の間にスロープが設けられたのち、連続立体交差事業に先行し、ホームを結ぶ仮の跨線橋とエレベーターの工事が着工し、2011年（平成23年）3月23日に利用を開始した。これが完成するまではホームにはエレベーターは無く、車椅子利用者は駅員の補助を受ける必要があり、6番線ホーム以外は改札口を通らず、駅を迂回して専用口から直接ホーム内に入る形になっていた。
ホームの上屋根は、名鉄の駅にしては高くなっている。その支柱はすべて古レールを再利用したもので、中には1897年（明治30年）カーネギー（英語版）の文字が読み取れるものもある。

駅構内にはサンコス、立ち食いそば・うどん店、軽食店などがあった。また本線上り6番ホームの豊橋寄りには、遍照院の遙拝所があった（北改札口移転後は先述の通り改札外に移設）。
| ホーム | 路線        | 方向 | 行先                             | 備考                                                                                           |
| ------ | ----------- | ---- | -------------------------------- | ---------------------------------------------------------------------------------------------- |
| 2・3   | ■三河線     | 下り | 豊田市・猿投方面                 | 主に2番線を使用。名古屋本線下り線に入線可能（末期は設定なし）                                  |
| 2・3   | ■三河線     | 上り | 刈谷・碧南方面                   | 名古屋本線下り線に入線可能（末期は設定なし）                                                   |
| 4      | ■三河線     | 上り | 刈谷・碧南方面                   | ほとんどの列車が使用。知立折り返し列車および名古屋本線からの直通列車が発着（末期は設定なし）。 |
| 4      | ■名古屋本線 | 下り | 名古屋・岐阜・犬山・津島方面     | 三河線から名古屋本線への直通列車（末期は設定なし）および名古屋本線の知立折り返し列車が使用     |
| 5      | ■名古屋本線 | 下り | 名古屋・岐阜・犬山・津島方面     | 名古屋本線豊橋方面からの全列車                                                                 |
| 6      | ■名古屋本線 | 上り | 東岡崎・豊橋・豊川稲荷・西尾方面 | 名古屋本線豊橋方面への全列車                                                                   |

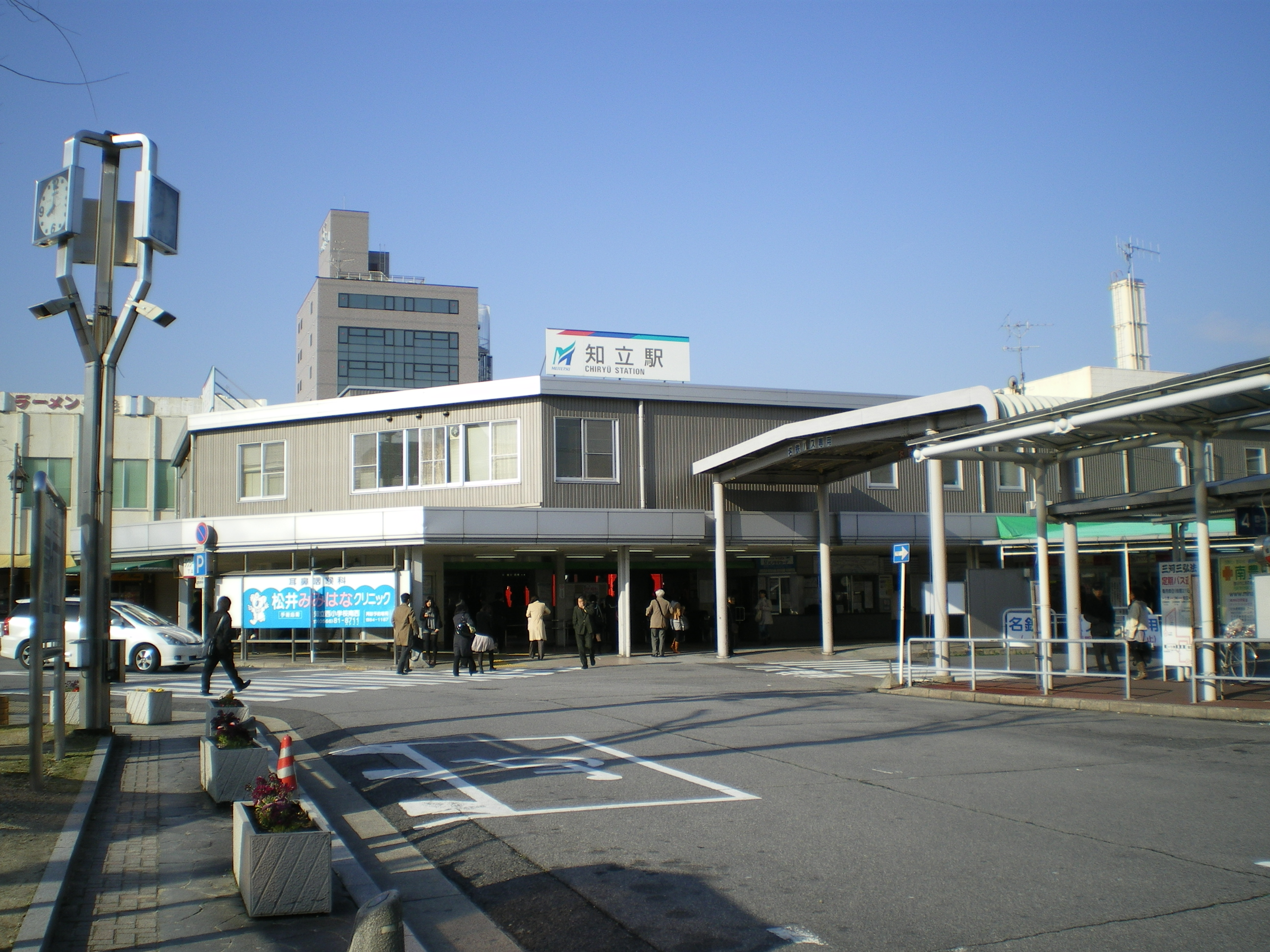
駅舎
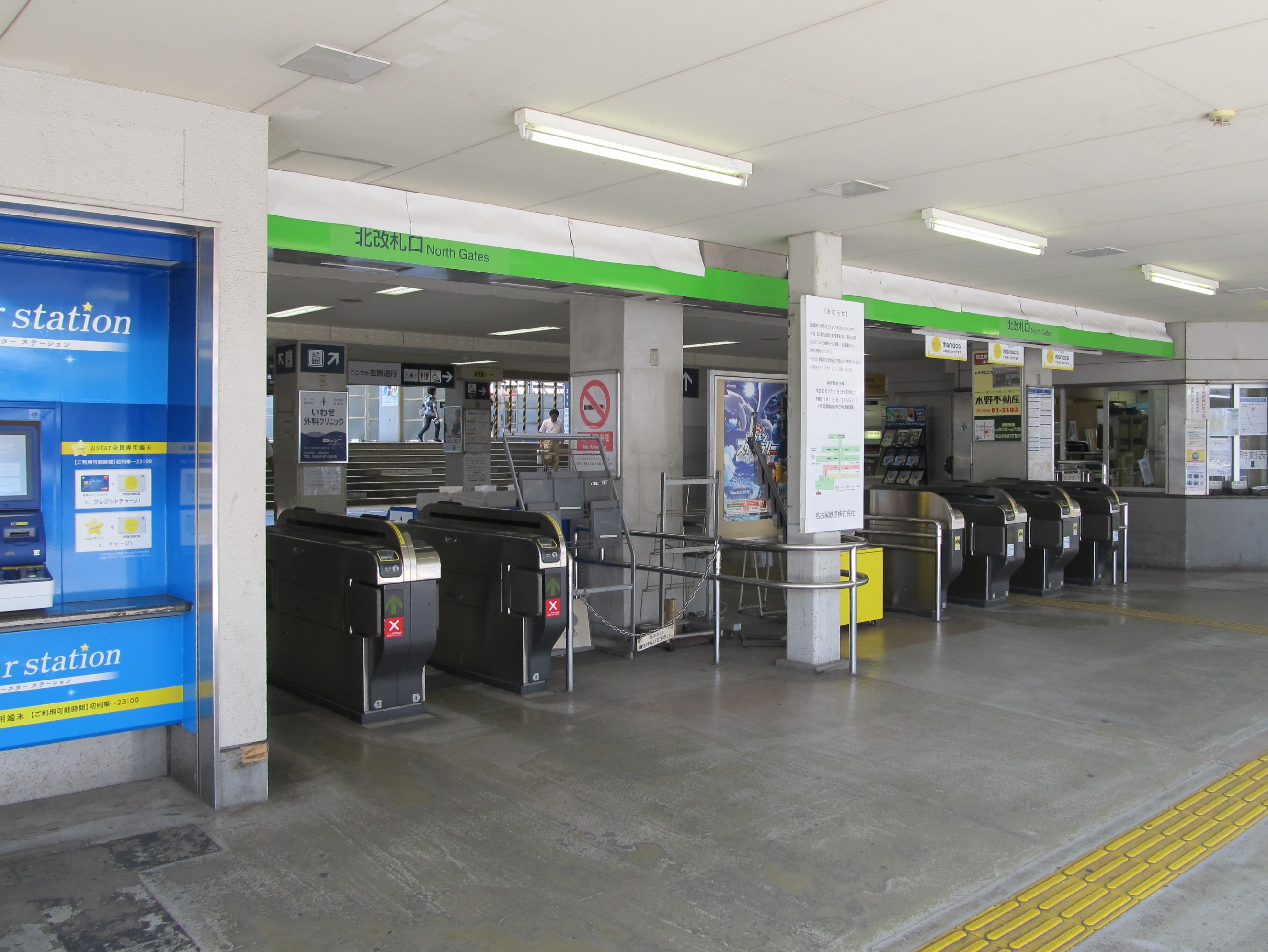
改札口
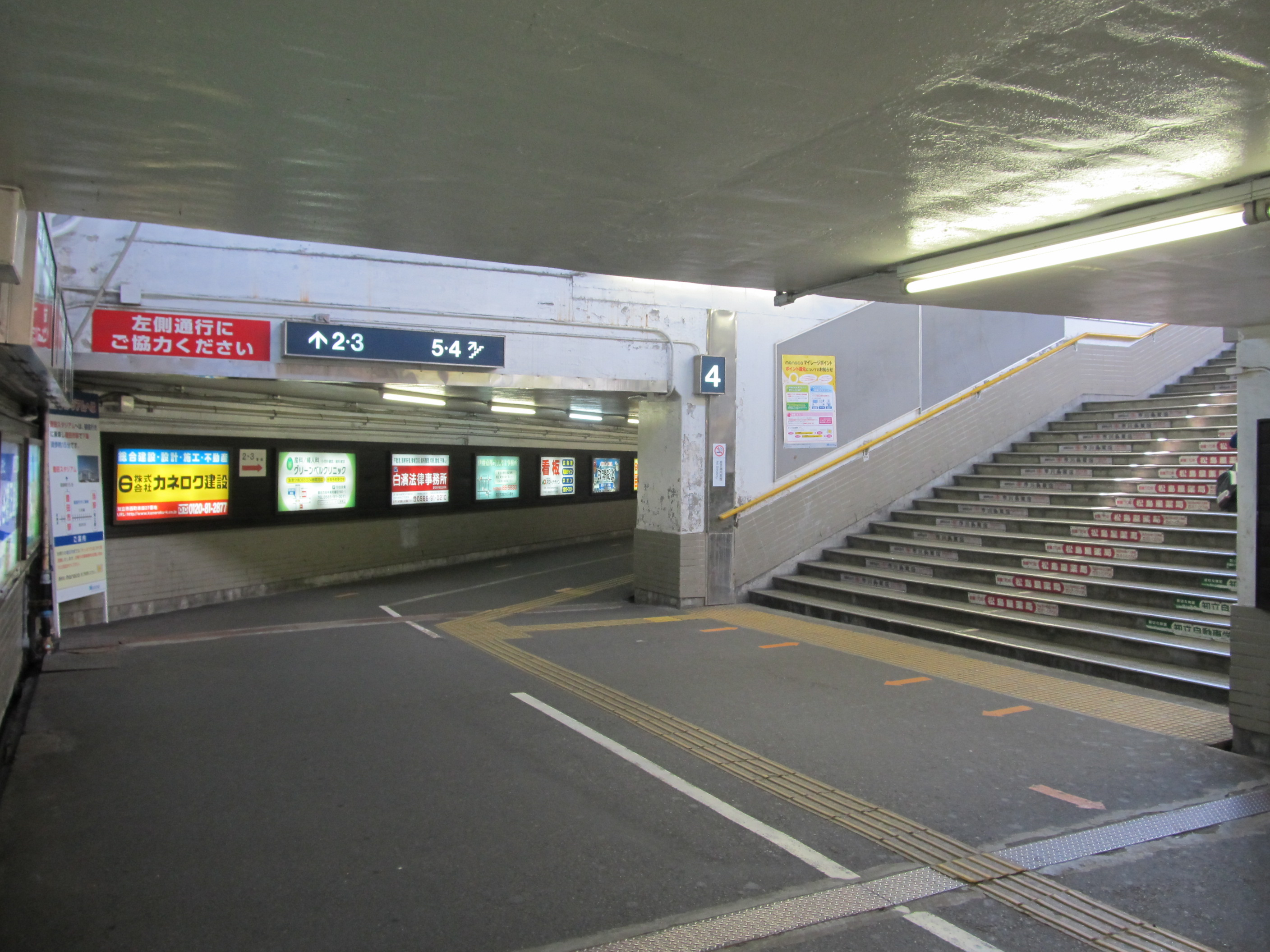
地下通路
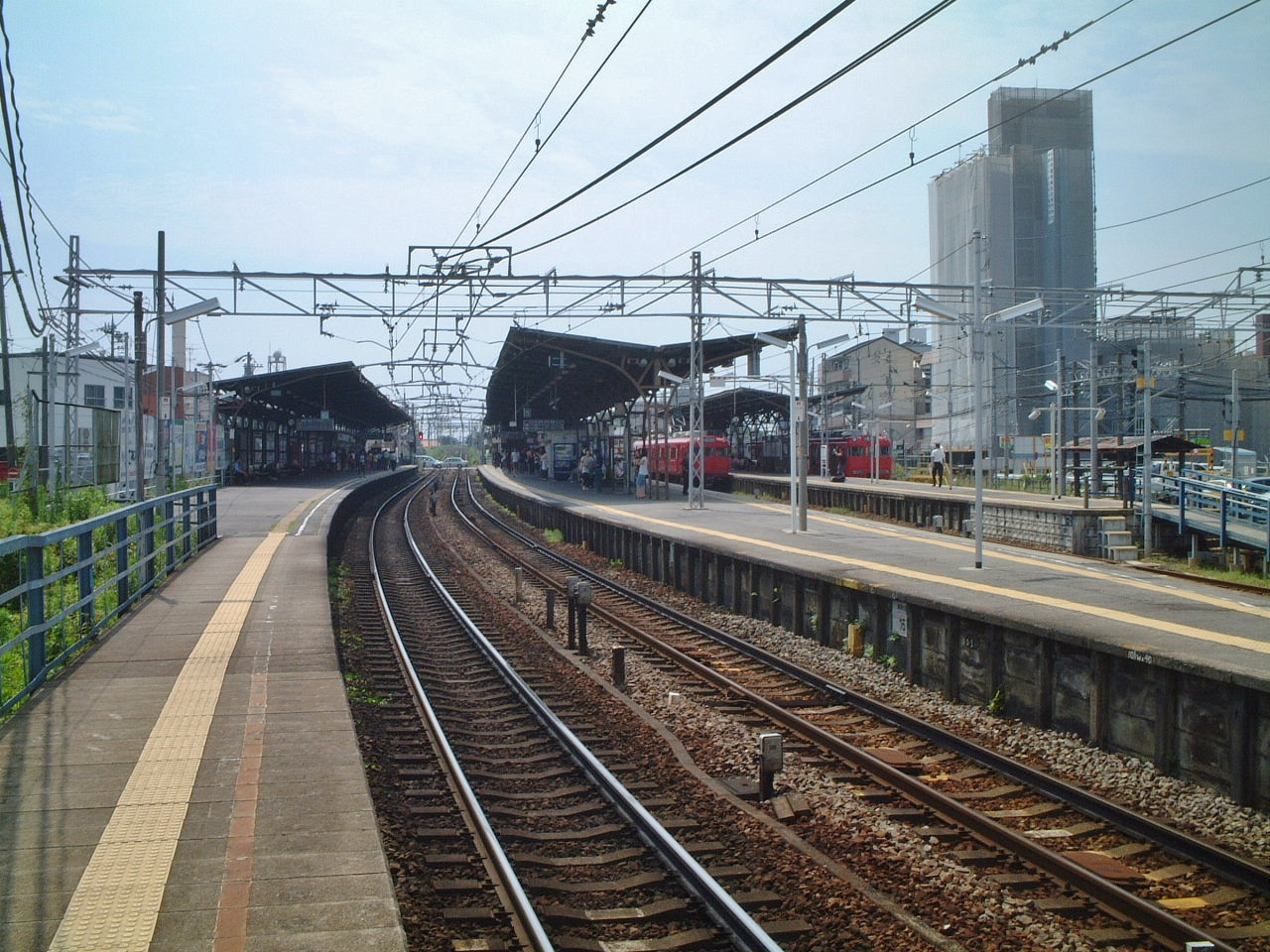
ホーム全景
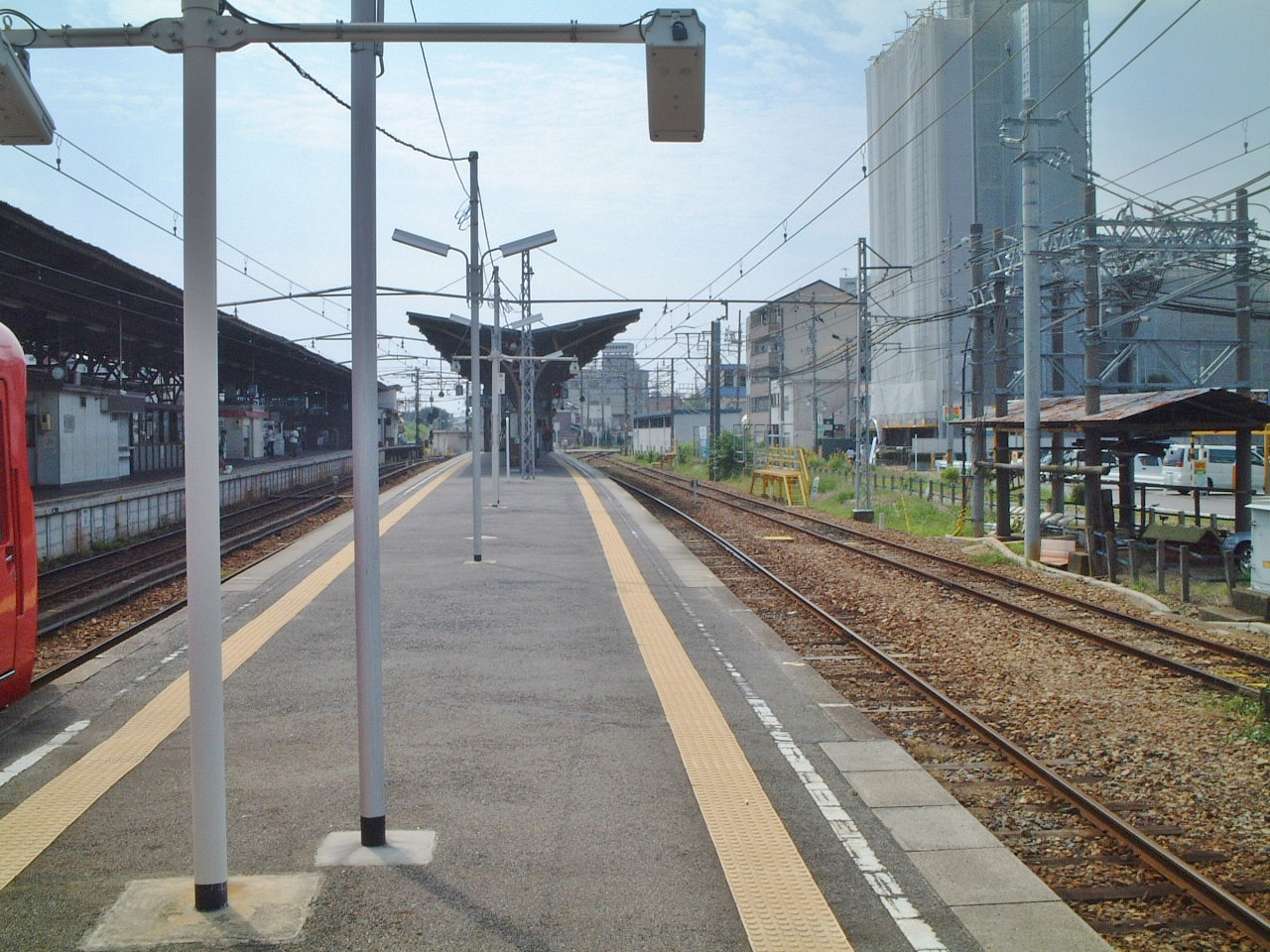
2・3番線と留置線
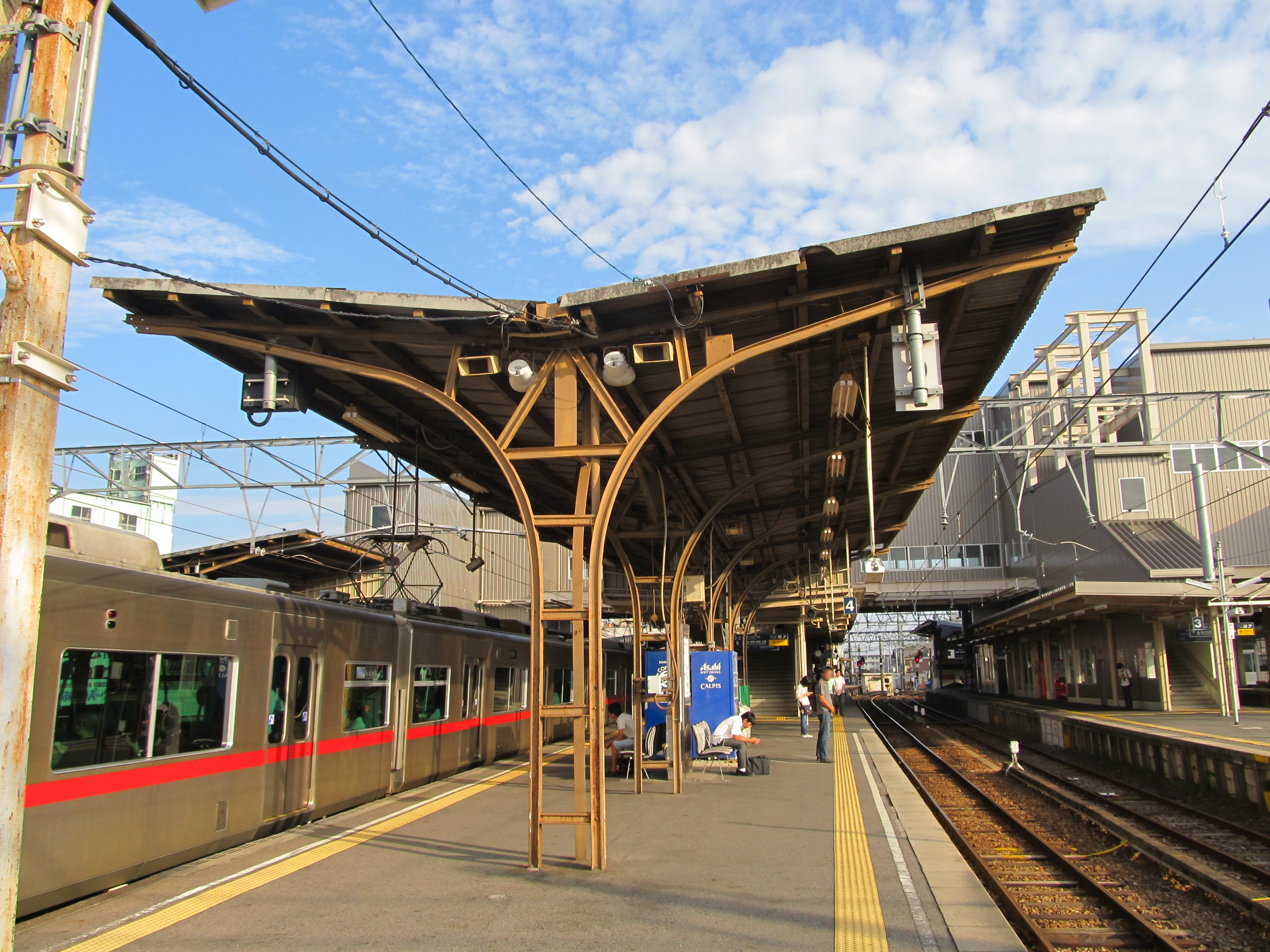
古レールを用いたホーム屋根
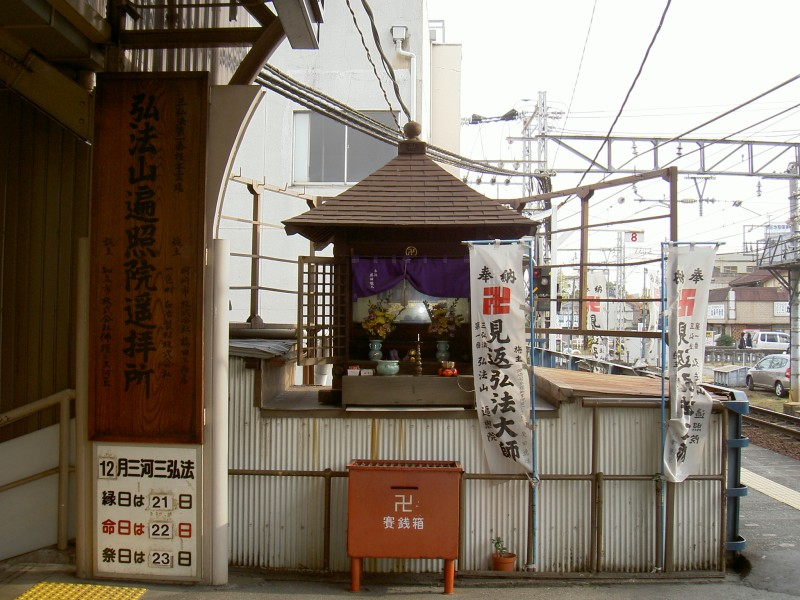
遙拝所

|                            | ↑ 刈谷・碧南方面              |                            |
| ← 東岡崎・ 豊橋・ 西尾方面 | 知立駅 構内配線略図（2009年） | → 名古屋・ 岐阜・ 犬山方面 |
|                            | ↓ 豊田市・猿投方面            |                            |
| 凡例 出典:                 |                               |                            |

### その他
駅舎の2階には、東側の支線を主に担当する知立乗務区が入っている。西尾線直通列車、三河線直通の回送列車は神宮前駅のほかに当駅で乗務員の交代を行うことがある（名古屋本線東岡崎・豊橋方面および豊川線を発着する列車は当駅で乗務員交代を行わない）。

## 利用状況
- 『名鉄120年：近20年のあゆみ』によると2013（平成25）年度当時の1日平均乗降人員は32,179人であり、この値は名鉄全駅（275駅）中8位、 名古屋本線（60駅）中7位、三河線（23駅）中1位であった[30]。
- 『名古屋鉄道百年史』によると1992（平成4）年度当時の1日平均乗降人員は40,990人であり、この値は岐阜市内線均一運賃区間内各駅（岐阜市内線・田神線・美濃町線 徹明町駅 - 琴塚駅間）を除く名鉄全駅（342駅）中9位、 名古屋本線（61駅）中8位、三河線（38駅）中1位であった[31]。
- 『名鉄時刻表 1990 Vol.7』によると、1989（平成元）年度下半期の1日平均乗降人員は38,716人であり、この値は名鉄全駅中8位であった[32]。

『愛知県統計年鑑』『知立の統計』等によると、年間および一日平均の乗車人員、乗降人員の推移は以下の通りである。
| 年                 | 年間統計  | 年間統計  | 年間統計   | 一日平均 | 一日平均 | 備考                 |
| 年                 | 乗車人員  | 乗車人員  | 乗降人員   | 乗車人員 | 乗降人員 | 備考                 |
| 年                 | 総数      | 定期      | 乗降人員   | 乗車人員 | 乗降人員 | 備考                 |
| ------------------ | --------- | --------- | ---------- | -------- | -------- | -------------------- |
| 1959（昭和34）年度 |           |           | 4,813,065  |          | 13,150   | [ 33 ]               |
| 1960（昭和35）年度 |           |           | 5,008,354  |          | 13,940   | [ 33 ]               |
| 1961（昭和36）年度 |           |           | 6,018,106  |          | 16,487   | [ 33 ]               |
| 1962（昭和37）年度 |           |           | 7,131,143  |          | 19,537   | [ 33 ]               |
| 1963（昭和38）年度 |           |           | 8,587,386  |          | 23,462   | [ 33 ]               |
| 1964（昭和39）年度 |           |           | 9,950,006  |          | 27,260   | [ 33 ]               |
| 1965（昭和40）年度 |           |           | 10,660,040 |          | 29,206   | [ 34 ]               |
| 1966（昭和41）年度 |           |           | 11,989,610 |          | 32,848   | [ 34 ]               |
| 1967（昭和42）年度 |           |           | 13,842,360 |          | 37,821   | [ 34 ]               |
| 1968（昭和43）年度 |           |           | 15,033,210 |          | 41,187   | [ 34 ]               |
| 1969（昭和44）年度 |           |           | 15,402,450 |          | 42,198   | [ 34 ]               |
| 1970（昭和45）年度 |           |           | 17,102,200 |          | 46,855   | [ 34 ]               |
| 1971（昭和46）年度 |           |           | 16,675,040 |          | 45,685   | [ 35 ]               |
| 1972（昭和47）年度 |           |           | 16,479,530 |          | 45,149   | [ 35 ]               |
| 1973（昭和48）年度 |           |           | 16,627,377 |          | 45,554   | [ 36 ]               |
| 1974（昭和49）年度 |           |           | 16,957,035 |          | 46,458   | [ 36 ]               |
| 1975（昭和50）年度 |           |           | 16,431,811 |          | 45,019   | [ 36 ]               |
| 1976（昭和51）年度 |           |           | 15,552,826 |          | 42,845   | [ 36 ]               |
| 1977（昭和52）年度 | 7,824,272 |           | 15,637,313 |          |          | [ 37 ]               |
| 1978（昭和53）年度 | 7,766,217 | 5,483,940 | 15,539,083 | 21,486   | 42,990   | [ 38 ] [ 37 ]        |
| 1979（昭和54）年度 | 7,659,723 | 5,349,330 | 15,318,719 | 21,172   | 42,342   | [ 39 ] [ 37 ]        |
| 1980（昭和55）年度 | 7,615,967 | 5,283,210 | 15,236,823 | 21,067   | 42,147   | [ 40 ] [ 37 ]        |
| 1981（昭和56）年度 | 7,518,034 | 5,224,620 | 15,038,567 | 20,796   | 41,599   | [ 41 ] [ 42 ]        |
| 1982（昭和57）年度 | 7,430,783 | 4,941,990 | 14,864,823 | 20,546   | 41,102   | [ 43 ] [ 42 ]        |
| 1983（昭和58）年度 | 7,234,955 | 5,079,510 | 14,468,382 | 19,999   | 39,994   | [ 44 ] [ 42 ]        |
| 1984（昭和59）年度 | 7,256,293 | 5,104,740 | 14,498,186 | 20,074   | 40,110   | [ 45 ] [ 42 ]        |
| 1985（昭和60）年度 | 7,154,698 | 5,006,160 | 14,296,516 | 19,792   | 39,550   | [ 46 ] [ 42 ]        |
| 1986（昭和61）年度 | 7,073,385 | 4,935,450 | 14,134,608 | 19,567   | 39,101   | [ 47 ] [ 48 ]        |
| 1987（昭和62）年度 | 7,114,229 | 4,928,310 | 14,228,731 | 19,662   | 39,325   | [ 49 ] [ 48 ]        |
| 1988（昭和63）年度 | 7,133,425 | 4,704,300 | 14,267,850 | 19,723   | 39,448   | [ 50 ] [ 48 ]        |
| 1989（平成元）年度 | 7,084,150 | 4,689,630 | 14,165,842 | 19,587   | 39,167   | [ 51 ] [ 48 ]        |
| 1990（平成02）年度 | 7,114,045 | 4,702,950 | 14,225,120 | 19,669   | 39,331   | [ 52 ] [ 48 ]        |
| 1991（平成03）年度 | 7,202,099 | 4,699,230 | 14,402,835 | 19,892   | 39,780   | [ 53 ] [ 54 ]        |
| 1992（平成04）年度 | 7,213,907 | 4,700,460 | 14,425,549 | 19,943   | 40,990   | [ 55 ] [ 54 ]        |
| 1993（平成05）年度 | 7,012,982 | 4,616,220 | 14,026,588 | 19,389   | 38,780   | [ 56 ] [ 54 ] [ 31 ] |
| 1994（平成06）年度 | 6,961,186 | 4,619,850 | 13,935,779 | 19,248   | 38,532   | [ 57 ] [ 54 ]        |
| 1995（平成07）年度 | 6,833,267 | 4,568,940 | 13,679,350 | 18,878   | 37,791   | [ 58 ] [ 54 ]        |
| 1996（平成08）年度 | 6,608,805 | 4,375,290 | 13,223,405 | 18,273   | 36,561   | [ 59 ] [ 60 ]        |
| 1997（平成09）年度 | 6,373,542 | 4,194,930 | 12,753,902 | 17,621   | 35,261   | [ 61 ] [ 60 ]        |
| 1998（平成10）年度 | 6,326,573 | 4,091,910 | 12,665,196 | 17,489   | 35,011   | [ 62 ] [ 60 ]        |
| 1999（平成11）年度 | 6,276,512 | 4,106,670 | 12,567,323 | 17,336   | 34,711   | [ 63 ] [ 60 ]        |
| 2000（平成12）年度 | 6,080,885 | 4,004,670 | 12,171,018 | 16,812   | 33,650   | [ 64 ] [ 60 ]        |
| 2001（平成13）年度 | 5,903,221 | 3,830,850 | 11,811,067 | 16,319   | 32,651   | [ 65 ] [ 66 ]        |
| 2002（平成14）年度 | 5,767,741 | 3,733,560 | 11,537,975 | 15,944   | 31,895   | [ 67 ] [ 66 ]        |
| 2003（平成15）年度 | 5,700,880 | 3,686,970 | 11,403,765 | 15,744   | 31,494   | [ 68 ] [ 66 ]        |
| 2004（平成16）年度 | 5,624,175 | 3,627,390 | 11,256,129 | 15,547   | 31,115   | [ 69 ] [ 66 ]        |
| 2005（平成17）年度 | 5,612,386 | 3,650,670 | 11,245,135 | 15,515   | 31,086   | [ 70 ] [ 66 ]        |
| 2006（平成18）年度 | 5,677,718 | 3,645,960 | 11,375,743 | 15,694   | 31,444   | [ 71 ] [ 72 ]        |
| 2007（平成19）年度 | 5,620,187 | 3,577,710 | 11,253,585 | 15,519   | 31,073   | [ 73 ] [ 72 ]        |
| 2008（平成20）年度 | 5,601,798 | 3,606,540 | 11,217,781 | 15,485   | 31,008   | [ 74 ] [ 72 ]        |
| 2009（平成21）年度 | 5,495,300 | 3,644,730 | 10,998,069 | 15,194   | 30,409   | [ 75 ] [ 72 ]        |
| 2010（平成22）年度 | 5,473,836 | 3,633,210 | 10,962,330 | 15,135   | 30,310   | [ 76 ] [ 72 ]        |
| 2011（平成23）年度 | 5,552,507 | 3,715,410 | 11,085,666 | 15,340   | 30,627   | [ 77 ] [ 78 ]        |
| 2012（平成24）年度 | 5,628,536 | 3,781,770 | 11,256,522 | 15,565   | 31,128   | [ 79 ] [ 78 ]        |
| 2013（平成25）年度 | 5,818,807 | 3,947,580 | 11,635,324 | 16,092   | 32,179   | [ 80 ] [ 78 ] [ 30 ] |
| 2014（平成26）年度 | 5,710,039 | 3,852,330 | 11,425,502 | 15,791   | 31,596   | [ 81 ] [ 78 ]        |
| 2015（平成27）年度 | 5,881,034 | 3,968,700 | 11,767,778 | 16,249   | 32,514   | [ 82 ] [ 78 ]        |
| 2016（平成28）年度 | 5,898,357 | 3,988,530 | 11,805,508 | 16,312   | 32,647   | [ 83 ] [ 84 ]        |
| 2017（平成29）年度 | 6,038,668 | 4,083,660 | 12,082,341 | 16,700   | 33,413   | [ 85 ] [ 84 ]        |
| 2018（平成30）年度 | 6,111,917 | 4,119,300 | 12,241,934 | 16,902   | 33,853   | [ 86 ] [ 84 ]        |
| 2019（令和元）年度 | 6,099,420 | 4,119,120 | 12,221,671 | 16,853   | 33,768   | [ 87 ] [ 84 ] [ 88 ] |
| 2020（令和02）年度 | 4,482,164 | 3,321,450 | 8,981,286  | 12,406   | 24,859   | [ 89 ] [ 84 ] [ 90 ] |
| 2021（令和03）年度 | 4,811,128 |           | 9,634,199  |          | 26,658   | [ 91 ] [ 92 ]        |
| 2022（令和04）年度 |           |           |            |          | 28,591   | [ 93 ]               |

## 駅周辺

### 周辺の施設
| - 知立神社 - ピアゴ知立店 - 安城警察署知立幹部交番 - 山本学園 情報文化専門学校 - 山本学園 中部ファッション専門学校 - 山本学園 中部製菓専門学校 - 知立市立知立小学校 - 知立市立知立西小学校 - 国道1号 | - 国道155号 - 国道419号（当駅構内南側で交差） - 愛知県道51号知立東浦線 - 愛知県道285号安城八ツ田知立線 - 愛知県道298号安城知立線 - イーグルボウル - 秋田病院 - エムズシティ知立 ザ・タワー - 知立クロスゲート - 東横INN名鉄知立駅前 |

### バス路線

#### 一般路線バス
「知立駅」バス停　北改札口前に設置されている。
- 1番のりば（名鉄バス）
  - 【11】（快速） 知立駅 - 愛知教育大前
  - 【21】知立駅 - トヨタ車体前 - 愛知教育大前
  - 【22】知立駅 - トヨタ車体前 - 愛知教育大前 - 愛知教育大学附属高校前
  - 【23】知立駅 - トヨタ車体前 - 愛知教育大前 - 祐福寺 - 日進駅
  - 【24】知立駅 - トヨタ車体前 - 愛知教育大前 - 三好 - イオン三好店アイモール前
  - 【25】知立駅 - トヨタ車体前 - 愛知教育大前 - 祐福寺 - ららぽーと愛知東郷 - 日進駅

- 2番のりば（名鉄バス）
  - 【20】知立駅 - トヨタ車体前
  - 三河三弘法臨時バス 弘法前（遍照院）行き（毎月旧暦21日のみ）

- 3番のりば
  - 知立市ミニバス
  - ふれあいバス

- 4番のりば（知多乗合）
  - 中部国際空港行き（刈谷駅前・緒川駅前経由）

#### 夜行高速バス
- 高速バス「知多シーガル号・知多ドリーム号」は、駅前には乗り入れず、約300m北（ホテルクラウンパレス知立・リリオコンサートホール前）の「知立駅北」バス停を発着する。

## 隣の駅
名古屋鉄道
NH 名古屋本線
□快速特急
東岡崎駅 (NH13) - （一部新安城駅 (NH17)）  - 知立駅 (NH19) - 神宮前駅 (NH33)
■特急
新安城駅 (NH17) - 知立駅 (NH19) - （一部鳴海駅 (NH27)） - 神宮前駅 (NH33)
■急行
新安城駅 (NH17) - 知立駅 (NH19) - （一部豊明駅 (NH22)） - 前後駅 (NH23)
■準急
新安城駅 (NH17)  - 知立駅 (NH19) - 豊明駅 (NH22)
■普通
牛田駅 (NH18) - 知立駅 (NH19) - 一ツ木駅 (NH20)
MY 三河線（山線）
■普通
三河知立駅 (MY01) - 知立駅 (NH19)
MU 三河線（海線）
■普通
知立駅 (NH19) - 重原駅 (MU01)
※ かつては牛田駅 - 当駅間に知立信号所、東知立駅が存在した。